# Catedral de la Nativitat de Tiraspol
La Catedral de la Nativitat (en romanès: Catedrala Nașterii Domnului din Tiraspol; en rus: Собор Рождества Христова) és l'església més gran de Tiraspol, capital de Transnístria, una república independent de facto de Moldàvia. Es tracta d'una Església ortodoxa russa completada en 1999 per servir com l'Església Mare de la Diòcesi Ortodoxa Cristiana de Tiráspol.
Les celebracions que van marcar la finalització de la catedral van incloure, entre altres coses, l'emissió d'una sèrie de segells postals que mostren l'església (com els segells emesos en Transnistria per al Nadal de 1999). En 2001, a més la imatge de la catedral va ser exhibida en les monedes principals amb una sèrie commemorativa en or i monedes de plata amb temples ortodoxos de Transnistria.